# سوزان داندو
سوزان داندو (به انگلیسی: Suzanne Dando) ژیمناست زادهٔ ۳ ژوئیهٔ ۱۹۶۱ میلادی اهل کشور بریتانیا است.